# أونيل ريتشاردز
أونيل ريتشاردز (7 ديسمبر 1976 - ) (بالإنجليزية: O'Neil Richards)‏ هو لاعب كريكت جامايكي. شارك في دورة ألعاب الكومنولث 1998.